# Świnice (Mazovie)
Pour les articles homonymes, voir Świnice.
Świnice (prononciation : [ɕfiˈnit͡sɛ]) est un village polonais de la gmina de Mszczonów dans le powiat de Żyrardów de la voïvodie de Mazovie dans le centre-est de la Pologne.
Il se situe à environ 4 kilomètres à l'ouest de Mszczonów (siège de la gmina), 9 kilomètres au sud-est de Żyrardów (siège du powiat) et à 44 km au sud-ouest de Varsovie (capitale de la Pologne).

## Histoire
De 1975 à 1998, le village appartenait administrativement à la voïvodie de Skierniewice.